# Zophosis hamiltonuli
Zophosis hamiltonuli is een keversoort uit de familie zwartlijven (Tenebrionidae). De wetenschappelijke naam van de soort is voor het eerst geldig gepubliceerd in 1969 door Koch.